# Севастьянов, Сергей Никанорович
Сергей Никанорович Севастьянов (12 сентября 1863, станица Еткульская Оренбургского Казачьего Войска — 5 августа 1907, Оренбург) — историк, писатель

, есаул Оренбургского казачьего войска, член Оренбургской ученой архивной комиссии.
Из войсковых дворян. Записывал воспоминания о пребывании А. С. Пушкина в Оренбурге и его окрестностях, в частности рассказы казачки А. Т. Блиновой.

## Служба
Окончил Оренбургский Неплюевский кадетский корпус (1882) и Константиновское ВУ по 1 разряду (1884). На службе с 01.09.1882. Унтер-оф. (с 07.10.1883). Хорунжий с 14.08.1884). Сотник (с 07.12.1885). Подъесаул (с 17.11.1891). Есаул (с 06.12.1903). В пос. Алабужский ординарцем для встречи Наследника цесаревича Николая Александровича в 1891 г. В 4 саперной бригаде изучал саперное и телеграфное дело (1892). Службу проходил во 2 Оренбургском казачьем полку, и. о. кассира офицерского собрания, библиотекарь, полковой адъютант. При штабе ОКВ, на должности помощника старшего адъютанта мобилизационного и инспекторского отделений (1895—1907). Неоднократно временно исполнял обязанности старшего адъютанта Войск, штаба Оренбургского казачьего войска (1895−1899). В к-ке для разбора дел Войск, архива ОКВ (1899). В течение нескольких месяцев в Москве для извлечения архивных материалов по истории ОКВ (1903−1905). Член Оренб. ученой архивной комиссии.

## Награды
- Орден Святого Станислава 3 степени с мечами и бантом (1896).
- Орден Святой Анны 3 степени с мечами и бантом (1900).
- Орден Святого Станислава 2 степени с мечами (1907).
- сер. медаль на Александровской ленте «В память царствования имп. Александра III» 1896[3]

## Произведения
- Уч. подготовки «Материалов по историко-статистическому описанию Оренбургского казачьего войска». — 1907.
- К вопросу об образовании Оренбургского казачь его войска. Труды Оренб. Ученой архивной комиссии. — Оренбург, 1914. — Вып. 30. — С. 89—93.
- Тяжба самарских казаков с купцами и мещанами г. Самары из-за земель Самарской градской дачи в 1823—1844 гг. Из архивных документов.
- Труды Оренбургской учёной архивной комиссии. — Оренбург, 1914. — Вып. 30. — С. 126—158.
- Севастьянов С. Н. Иван Васильевич Подуров: Исторический биографический очерк. Личный фонд[4]: ГАОО. Ф. 169.[5]
- Казачьи знамёна (1675 г., выписка С. Севастьянова. Моск. Архив). Материалы по историко-статистическому описанию Оренб. каз. войска. — Оренбург, 1903. — С. 10—11; Оренб. газета. 1906. № 2558; Голос Оренбурга. 1906. № 24.
- Общий обзор подготовительных работ по составлению историко-статистического описания Оренбургского казачьего войска. Материалы по историко-статистическому описанию Оренб. каз. войска. — Оренбург, 1903. — Вып. 1. — С. 1—12.
- Школьное образование в Оренбургском казачьем войске за 1819—1895 гг.: (Крат. ист. очерк). Оренбург, 1895. — 39 с.
- Сборы казаков на службу. // Оренб. губ. ведомости. 1897.19.02.
- Войсковой праздник оренбуржцев 23 апреля и его начало. // Оренб. губ. ведомости. 1897.27.04.
- Освящение церкви в казачьем лагере на р. Чёрной и смотр казаков Наказного атамана 8 июня. // Оренб. губ. ведомости. — 1897.15.06;
- В Оренбургском районе (Преимущественно по записям г. Севастьянова). // Ухтомский Э. Э. Путешествие Государя Императора Николая II на Восток (в 1890—1891)[6]. — СПб., 1897. — Т. 3. — С. 186—224.